# Gonzalo Millán
Gonzalo Millán Arrate, (Santiago, 1 de enero de 1947 - ibidem, 14 de octubre de 2006) fue un poeta chileno, una de las figuras más connotadas de la denominada generación del sesenta, de la que fue su representante más joven.

## Biografía
Millán pasó su infancia en el barrio La Chimba, más exactamente en Recoleta. Sobre aquellos tiempos dirá: "Estudié en los Dominicos en la Academia de Humanidades y, después ,a los 11 años se acabó mi infancia; y la adolescencia la viví en Ñuñoa y me cambié al Liceo José Victorino Lastarria. O sea, cambié de un colegio religioso a uno laico; del barrio La Chimba -un sitio provinciano y marginal- a la modernidad santiaguina. Y ahí maduré, como los membrillos, a chancacazos no más".
Su primera obra fue de narrativa, la novela Chumbeque, que escribió a los 18 años, y que no publicará. Este fracaso con la prosa lo lleva a tomar la decisión de dedicarse a la poesía. 
Una vez finalizada la enseñanza secundaria, ingresó en 1968 a estudiar literatura en la Universidad de Concepción, donde formó parte del grupo Arúspice, que publicaba la revista homónima. Ese mismo año publica su primer poemario, Relación personal, que será premiado.
Una vez terminados sus estudios en Concepción, ingresa en Santiago en la Escuela de Artes de la Comunicación de la Universidad Católica, pero llega el golpe militar del 11 de septiembre de 1973 y Millán se va al exilio. Salió a México, pero no podrá entrar, así es que se verá en Panamá con su mujer y su hija y con una visa de solo una semana. De ahí pasa a Costa Rica, donde vivirá un año para finalmente asentarse en Canadá, país en el que obtendrá un máster en Literatura Hispanoamericana por la Universidad de Nuevo Brunswick y fundará, junto con otros chilenos, la editorial Cordillera.
Regresa a Chile en 1984, pero no se queda por largo tiempo: en 1987 se instala en Holanda, donde residirá una década. Vuelve definitivamente en 1997 y desempeña una extensa labor docente.
Roberto Bolaño —a quien Millán había conocido en Barcelona en 1978, durante un viaje a España— escribió que "la poesía de Millán, una de las más consistentes y lúcidas ya no sólo en el panorama chileno, sino latinoamericano, se erige durante algunos años como la única poesía civil frente al alud de poesía sacerdotal"
Millán realizó también poesía visual y tuvo un destacado quehacer en las artes plásticas, llevando a cabo exposiciones individuales en Chile, Canadá, Estados Unidos, Suecia y Holanda. 
Fundó y dirigió en Chile la revista de poesía El espíritu del valle; fue también traductor del inglés, francés y neerlandés, y sus poemas aparecieron en inglés.
Falleció de cáncer al pulmón a los 59 años de edad el 14 de octubre de 2006 y al día siguiente sus restos fueron cremados. El libro Veneno de escorpión azul – el veneno azul siendo una medicina popular, un tratamiento alternativo – escrito como un diario, constituye un documento espléndido y muy emocionante de los últimos meses del poeta. El 2 de octubre, el último día en que notó en el Veneno, escribió estas frases resumiendo su vida: «Recuerdo años creativos desvirtuados por la agitada vida, alcoholismo, depresión, pasiones extremas, drogas. La locura como un reflejo de las apariencias entre otros.»

#### La ciudad
En Canadá publicó su poemario el más conocido y más ambicioso se titula La Ciudad, un solo largo texto en 68 apartados. Los poemas de La Ciudad se leen como si cada verso fuese una piedra, un ladrillo de hormigón, que está estableciendo una ciudad a la que se refiere el título del poemario. Esto está aparente del inicio de la colección, que comienza con estas versos (edición de 1979):
1.

Amanece. / Se abre el poema. / Las aves abren las alas. / Las aves abren el pico. / Cantan los gallos. / … (p.9)
Como puede verse, el efecto se crea usando un punto final para cada verso. Una herramienta en el poemario muy importante es la repetición. Como los ladrillos de un edificio, uno al lado del otro, uno sobre dos otros, se construye un inmueble, se construyen inmuebles tras inmuebles. 
Andan los relojes. / Andan los planetas. / ¿Cómo andamos? / Ando a tropezones. / Ando enfermo. / Ando con hambre. / … (p.12)
El poemario termina como empezó, incluido una autorreferencia, esta vez al terminar del poema:
68.

El atleta alcanza la meta. / El andinista alcanza la cumbre. / … /  Y después de ir con los ojos cerrados / Por la oscuridad que nos lleva, / Abrir los ojos y ver la oscuridad que nos lleva / Con los ojos abiertos y cerrar los ojos. // Se cierra el poema. (p.119)

## Premios
- Premio Pedro de Oña 1968 por Relación personal
- Premio Pablo Neruda 1987
- Finalista del Premio Altazor de Poesía 2003 con Claroscuro
- Premio del Consejo Nacional de la Cultura  2003 por Claroscuro
- Premio Altazor de Poesía 2006 por Autorretrato de memoria
- Premio de la Crítica 2006 por Autorretrato de memoria
- Premio del Consejo Nacional del Libro y la Lectura 2006 por Autorretrato de memoria.

## Obras
- Relación personal, 1968 (Ediciones UDP 2006, edición y prólogo de Alejandro Zambra; reúne los poemas agregados en ediciones posteriores a la de 1968, más otros 3 textos publicados en revista de la época)[8]
- La ciudad (1979, 1994, 2007)
- Vida (1984)
- Seudónimos de la muerte (1984)
- Virus (1987)
- Dragón que se muerde la cola (1987)
- 5 poemas eróticos (1990)
- Strange houses (1991)
- Trece lunas (1997)
- Claroscuro (2002)
- Autorretrato de memoria (2005)
- Veneno de escorpión azul. Diario de vida y de muerte (2007)
- Gabinete de papel (2008)
- La poesía no es personal, libro armado con respuestas que dio Millán en diversas entrevistas;[9] Alquimia Ediciones, 2012